# Oleh Kyrjuchin
Oleg Kiryukhin, född 1 januari 1975 i Zjdanov (nu Mariupol), Ukrainska SSR, Sovjetunionen, är en ukrainsk boxare som tog OS-brons i lätt flugviktsboxning 1996 i Atlanta. I semifinalen kunde han inte rå på bulgaren Daniel Petrov. Han påbörjade sin professionella karriär 2000 och avslutade den redan 2001.